# Zona verda (aparcament)
Una zona verda en el context d'aparcament de vehicles privats a ciutats, i particularment a Barcelona, és una zona que engloba uns certs carrers propers al domicili on una persona està empadronada i a la qual només les persones que hi viuen, a les quals els són assignades aquesta zona poden aparcar a un menor cost.
S'indiquen amb una ratlla verda a terra i amb panells informatius. Les zones estan numerades i són menors als districtes i barris.
A Barcelona, l'aparcament en aquestes zones és lliure el mes d'agost, els festius, els caps de setmana i, els dies laborables, de 20h a 8h. De dilluns a divendres, de les vuit del matí a les vuit de la tarda, el cost per als residents (o persones que tenen una targeta verda assignada a la zona en qüestió), poden aparcar pangant vint cèntims per dia, o la meitat si gaudeixen de targeta rosa pels transports públics (persones majors de 65 anys). En principi un vehicle no pot romandre estacionat més d'una setmana al mateix lloc. Per als no residents, el preu és de dos euros per hora d'estacionament i no hi poden romandre més de dues hores. Resulta més economic per als residents que les zones blaves, però més car per als no residents.

## Imatges

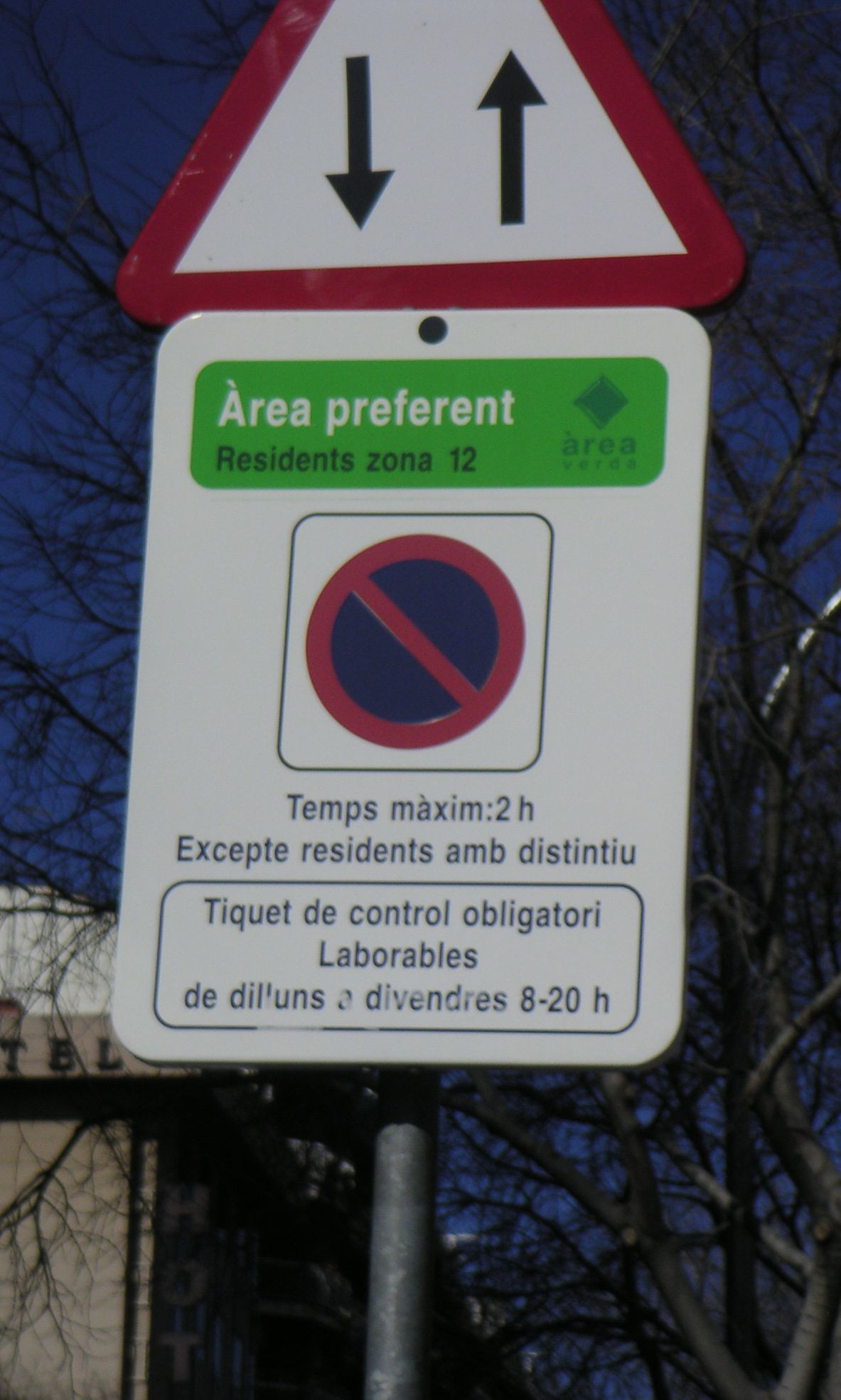
Panell anunciant carrer pertanyent a zona verda.
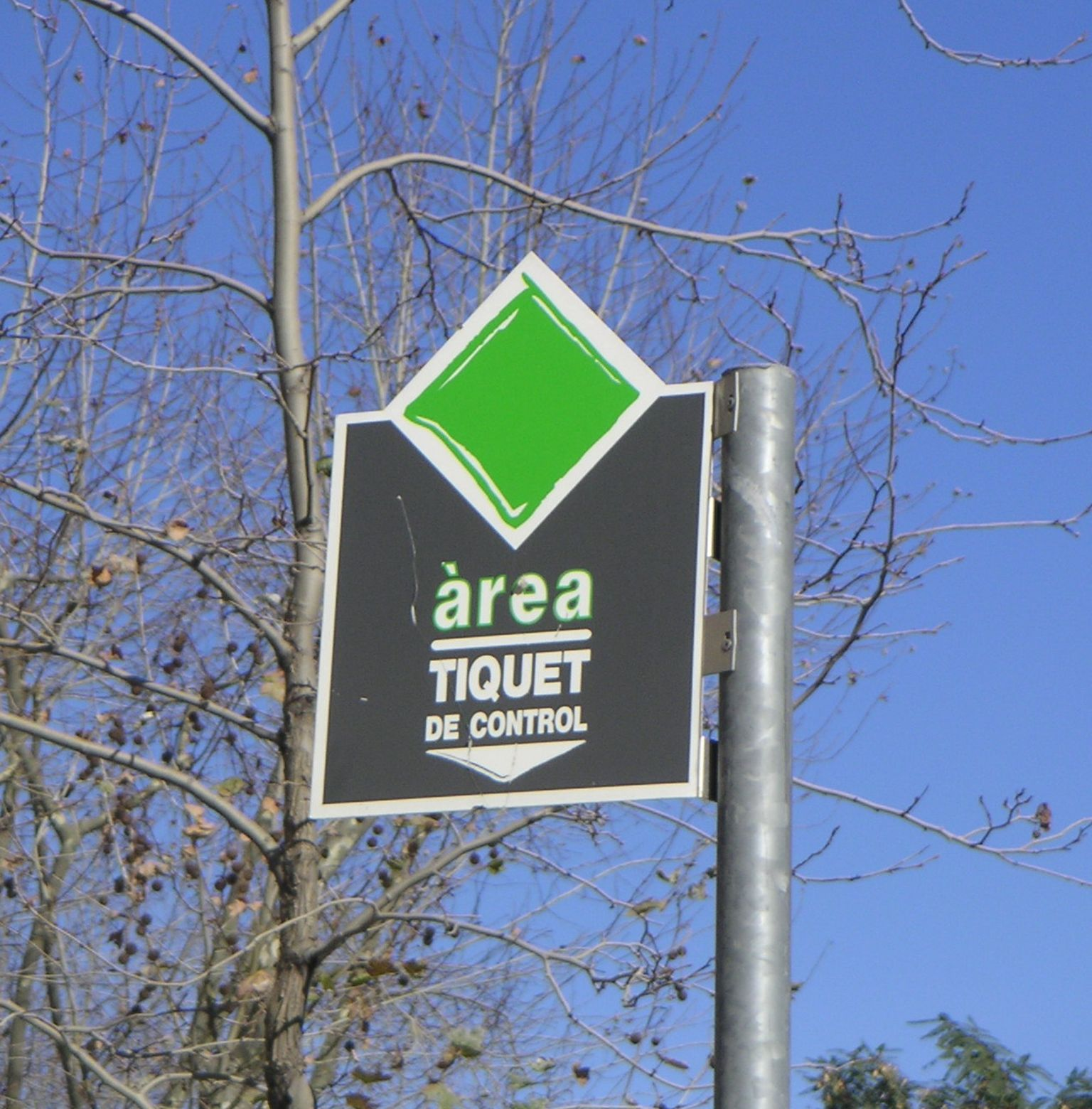
Indicador de punt de pagament de zona verda.
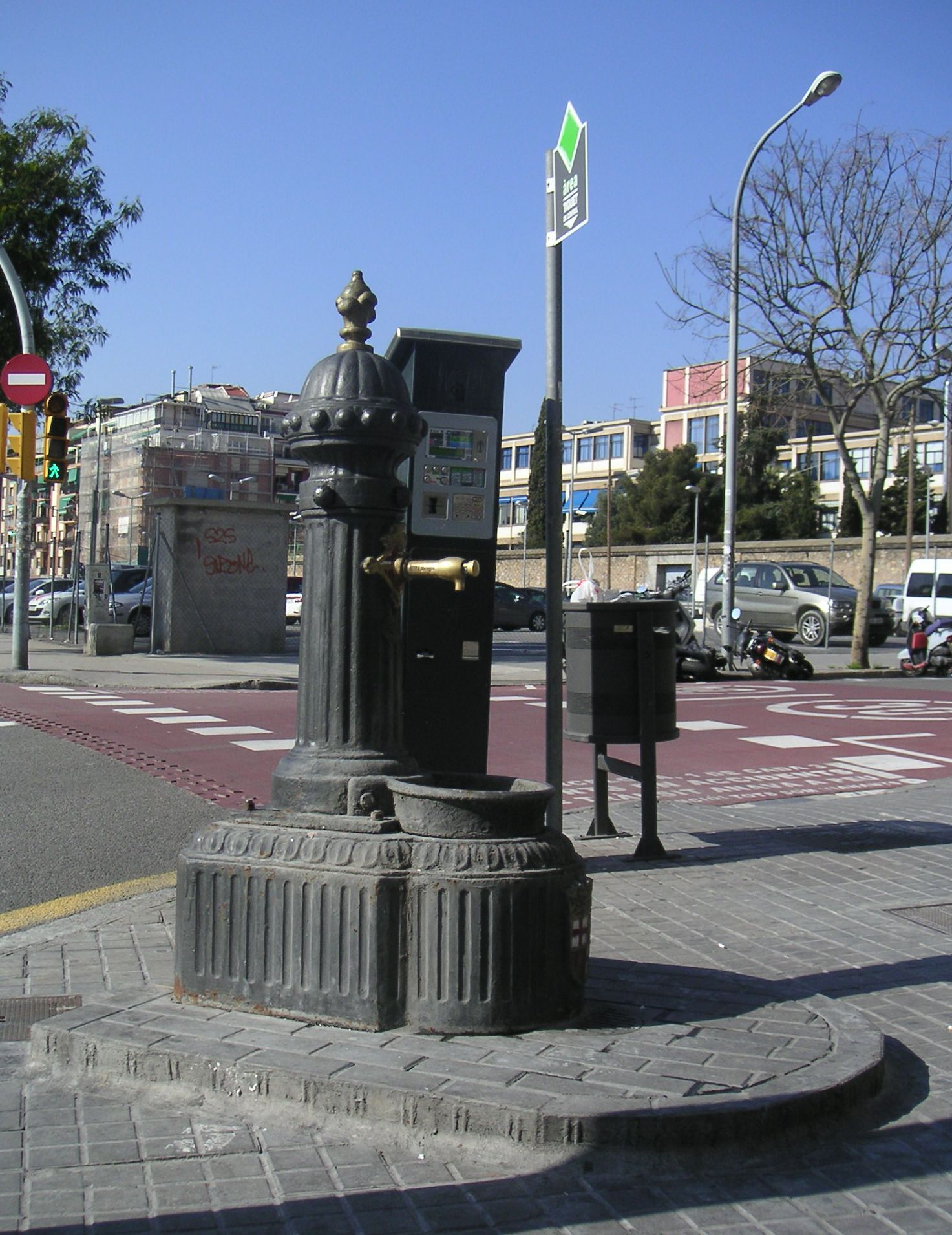
Punt de pagament de zona verda.